# Basconcillos de Muñó
Basconcillos de Muñó fue un municipio español de la provincia de Burgos.

## Historia
Hacia mediados del siglo XIX, el lugar, por entonces con ayuntamiento propio, tenía contabilizada una población de 49 habitantes. Aparece descrito en el cuarto volumen del Diccionario geográfico-estadístico-histórico de España y sus posesiones de Ultramar de Pascual Madoz con las siguientes palabras:

BASCONCILLOS DE MUÑO: l. con ayunt. en la prov., part. jud., dióc., aud. terr. y c. g. de Burgos (3 1/4 leg.): sit. á la márg. izq. del r. de Arcos, está bien ventilado y goza de clima saludable, aunque bastante frio. Compónese de un corto número de casas de pobre construccion, entre las cuales se encuentra la igl. parr., dedicada á Ntra. Señora, y servida por un cura párroco. Confina con los pueblos de Cayuela, Mazuelo y Villamiel, hallándose todos á muy corta dist. El terreno es de mediana calidad y sus prod. son trigo, cebada y otros granos; tambien se cria algun ganado de varias especies; pobl.: 13 vec., 49 alm.; cap. prod.: 169,100 rs.; imp.: 16,465; contr.: 569 rs. 20 maravedis.
(Madoz, 1846, p. 66)

El municipio desapareció de cara al censo de 1857 y su término pasó a formar parte del de Cayuela.